# Chevrolet 490
Der Chevrolet 490 (gesprochen: Vier-Neunzig) war ein PKW der unteren Mittelklasse, der 1916–1922 von Chevrolet als Einstiegsmodell hergestellt wurde. Der Wagen war deutlich billiger als die Modelle der Chevrolet Serie H und wurde nach seinem Preis im ersten Modelljahr von 490 US-$ benannt. Er war als eintüriger Roadster mit zwei Sitzplätzen oder dreitüriger Tourenwagen mit fünf Sitzen verfügbar (Die Fahrertür fehlte jeweils). Die Wagen hatten lediglich ein Faltverdeck mit offenen Seiten und einer durchsichtigen Kunststoffheckscheibe. Die Windschutzscheibe stand senkrecht und war geteilt, wobei der untere Teil schwenkbar war.
Wie die teurere Serie H hatte der 490 einen Vierzylinder-Blockmotor mit hängenden Ventilen, 2802 cm3 Hubraum und einer Leistung von 24 bhp (17,6 kW). Die Motorkraft wurde über eine Konuskupplung und ein Dreiganggetriebe mit Handschaltung an die Hinterräder weitergeleitet. Die Hinterräder waren mit Außenbandbremsen versehen. Mit seinem geringen Verkaufspreis sollte der 490 gegen das Ford Modell T antreten, welches zu diesem Zeitpunkt 495 US-$ kostete. Eine elektrische Hupe gehörten zur Serienausstattung.

## Modelljahre
1916 betrug der Preis mit Fahrlicht, elektrischem Anlasser und Zündanlage 550 US-$.
1917 bekamen die beiden Modelle Türen vorn links, die Fahrbeleuchtung gehörte zur Serie, wie auch der elektrische Anlasser. Es gab zusätzlich einen „Allwetter-Tourer“, bei dem das Stoffdach durch ein Hardtop ersetzt wurde.
Ab 1918 war die Windschutzscheiben um 15° nach hinten geneigt und es gab zusätzlich eine Limousine mit drei Türen (Wiederum fehlte die Fahrertür). Die Motorleistung stieg auf 26 bhp (19 kW) bei 1800/min.
1919 entfiel der Allwettertourer und es kam zusätzlich ein zweitüriges Coupé.
Im Modelljahr 1920 fanden die größten Änderung am 490 statt: Die Wagen erhielten geschwungene Linien im Bereich der Spritzwand im modischen Torpedostil. Die Frontscheinwerfer waren nicht mehr an einer Querstrebe befestigt, sondern hatten eigene Halter am Kotflügel. 
1921 war der Wagen auch als Fahrgestell ohne Aufbau erhältlich. Ab diesem Modelljahr war ein Tachometer, ein Amperemeter und Kuppelleuchten bei Fahrzeugen mit geschlossener Karosserie Serienausstattung. 
1922 war er zusätzlich als zweitüriger Lieferwagen verfügbar. In diesem letzten Produktionsjahr betrug der Verkaufspreis für das teuerste Modell, die viertürige Limousine, immerhin schon 875 US-$. 
In sechs Jahren entstanden 627.619 Exemplare des 490. 1923 wurde das Modell durch den Superior ersetzt.

## Galerie

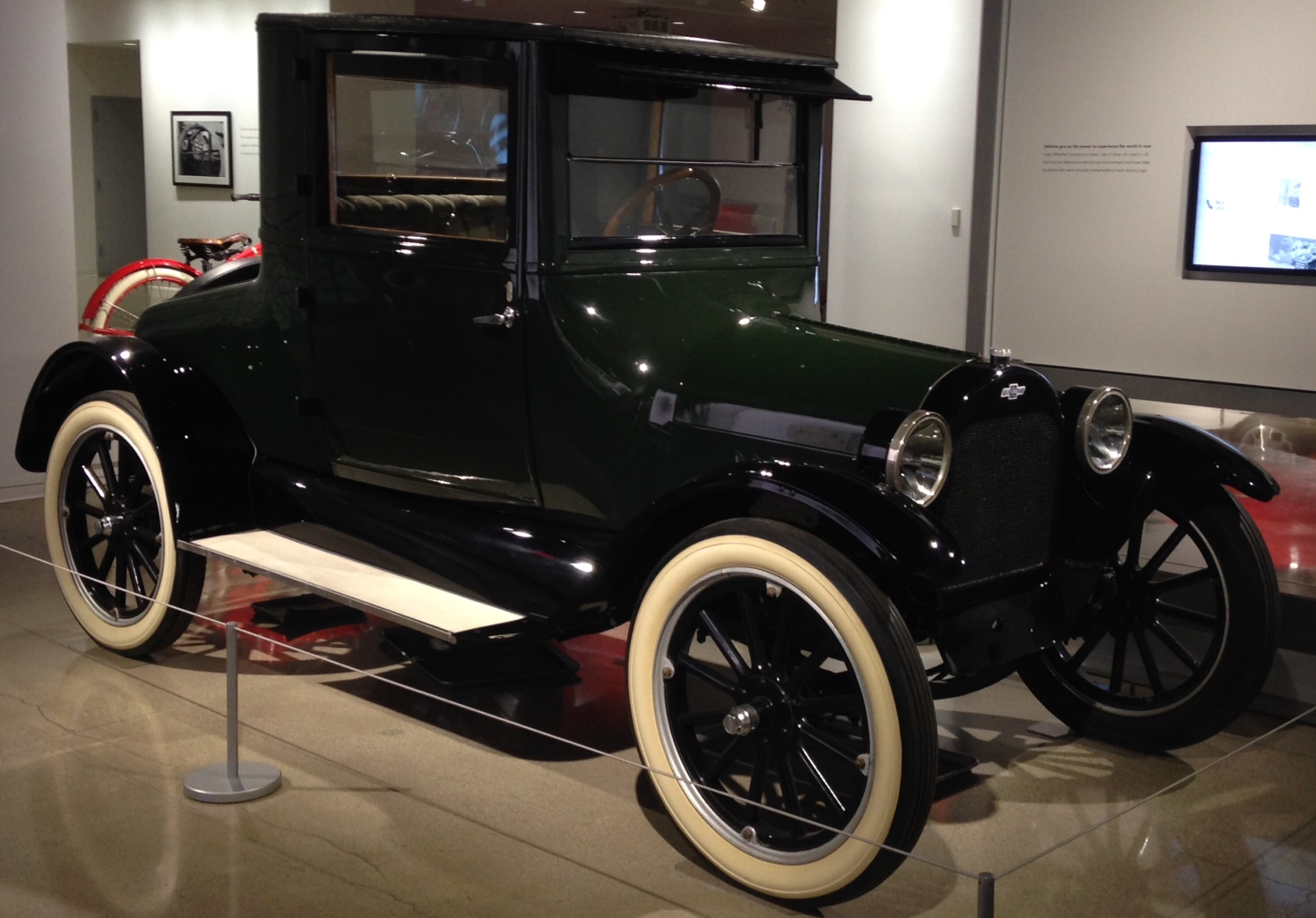
1919 Coupé
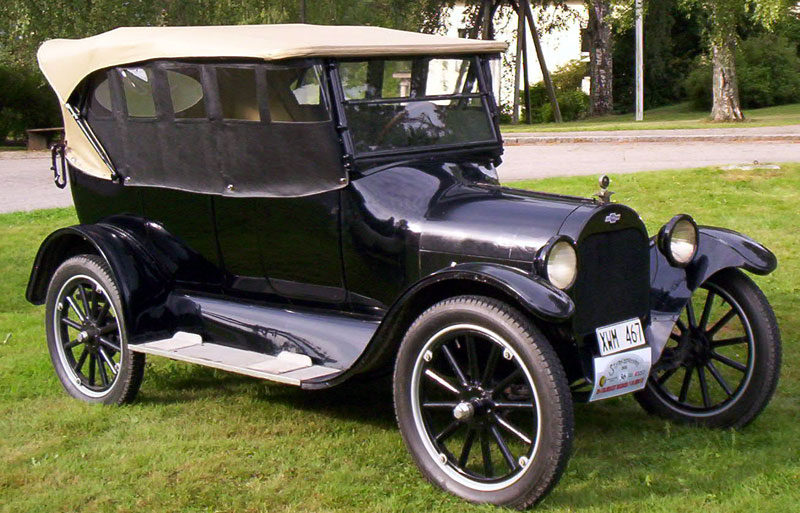
1922 Tourenwagen